# Бойко Віктор Трофимович
Віктор Трофимович Бойко (нар. 1924, смт. Нововоронцовка Херсонської області — ?) — борець за незалежність України, підпільник ОУН, вояк дивізії СС «Галичина».

## Другі Визвольні Змагання
У довоєнний період працював перукарем у Нововоронцовці. Вступив до лав ОУН(р) у 1941 році, брав активну участь у її діяльності на території Херсонської області. У 1945 році вступив на службу в дивізію СС «Галичина», де був командиром відділення. Брав участь у боях проти Червоної Армії та Війська Польського. 
Віктор Бойко потрапив у полон в Німеччині і після фільтрації був мобілізований до Радянської Армії. Проходячи службу у Радянській армії разом із членом ОУН Іваном Лобоняком готував план втечі з метою приєднання до Української Повстанської Армії для продовження збройної боротьби за державну незалежність України.

## Ув'язнення
У 1946 році був заарештований та засуджений до 10 років виправних трудових таборів. Покарання відбув у Тайшетлазі МВС СРСР. У 1953 році брав участь у виступах проти таборової адміністрації, був його активним учасником. Розповсюджував у таборі антирадянські листівки й заклики, відмовлявся виконувати накази таборової адміністрації. 
27 липня 1953 року був затриманий наглядачем табору під час наклеювання антирадянської листівки на дошці оголошень біля їдальні. У зв'язку з цим був кинутий до в'язниці строком на один рік. Відбував покарання у Володимирській в'язниці МВС СРСР.

## Заслання
У жовтні 1955 року після відбуття строку покарання був направлений на спецпоселення до м. Караганда Казахської РСР. На спецпоселенні продовжував антирадянську агітацію, пропагував ідею незалежності України. Організував збір допомоги членам ОУН, які знаходились у концентраційних таборах. Підтримував письмовий зв'язок з іншими членами ОУН.

## Повернення на Херсонщину
Згідно з наказом Генерального прокурора СРСР від 19 березня 1956 року Бойко В. Т. від подальшого перебування на спецпоселенні звільнений. Того ж року Бойко повернувся до місця свого народження: смт. Нововоронцовка, де продовжив працювати перукарем.